# Cleethorpes
Cleethorpes is een plaats in het bestuurlijke gebied North East Lincolnshire, in het Engelse graafschap Lincolnshire. De plaats telt 34.907 inwoners.

## Geboren
- Patricia Hodge (1946), actrice